# Beachhandball-Asienmeisterschaften 2022
Die Beachhandball-Asienmeisterschaften 2022 waren die achte Austragung der kontinentalen Meisterschaft Asiens im Beachhandball, zum sechsten Mal gab es auch ein Frauenturnier, das ebenfalls als sechste Asienmeisterschaft gezählt wurde.
Anders als im Allgemeinen üblich fanden die Turniere der Männer und Frauen nicht gleichzeitig und an einem gemeinsamen Ort statt, sondern zeitlich und räumlich getrennt. Da die Meisterschaft in den Iran vergeben wurde, konnte ein solcher Strandsport dort für Frauen aufgrund der örtlichen Moralvorstellungen nicht durchgeführt werden, weshalb das Turnier der Frauen nach Bangkok in Thailand verlegt wurde. Dafür wurden die jeweiligen Wettbewerbe zeit- und ortsgleich mit den zum zweiten Mal durchgeführten Turnieren Juniorenasienmeisterschaften durchgeführt. Kurz vor der Austragung wurde die Veranstaltung der Männer von der Insel Kisch nach Teheran verlegt.
Neben der Ermittlung kontinentaler Meister wurden auch die asiatischen Vertreter für die Weltmeisterschaften im Juni des Jahres auf Kreta gesucht. Da das Turnier der Frauen nach der COVID-19-Pandemie noch sehr schwach besucht war, konnten alle drei teilnehmenden Mannschaften eine Medaille gewinnen und zwei der drei Teams qualifizierten sich für die WM, die Siegermannschaften zudem für die World Games 2022. Für das Turnier der Männer gab es mit elf Meldungen schon wieder fast so viele von mit 12 2019 vor der Pandemie. Doch gab es auch fünf Absagen, weshalb am Ende noch sechs Mannschaften um Titel und Startplätze kämpften. Einzig Vietnam war bei beiden Geschlechtern mit Mannschaften vertreten und gewann dabei den Titel bei den Frauen und die Bronzemedaille bei den Männern. Thailand zog die Meldung für das Turnier der Männer zurück. Bedeutende Nationen wie China, Japan, Taiwan, Hongkong und Pakistan traten gar nicht an, beziehungsweise im Falle Hongkongs und Pakistans nur mit Nachwuchsmannschaften bei den Mädchen beziehungsweise Jungen.
Beide Turniere wurden als Liga ohne Play-offs ausgetragen.
| Frauen Details | Bangkok, Thailand 25.–30. April 2022 | Vietnam | keine Playoffs | Thailand | Indien  | nur drei Teilnehmer | nur drei Teilnehmer |
| Männer Details | Teheran, Iran 22.–28. März 2022      | Iran    | keine Playoffs | Katar    | Vietnam | keine Playoffs      | Oman                |

## Platzierungen
| Nation         | Frauen | Männer |
| -------------- | ------ | ------ |
| Indien         | 03     | 06     |
| Iran           | 0–     | 01     |
| Katar          | 0–     | 02     |
| Oman           | 0–     | 04     |
| Philippinen    | 0–     | 05     |
| Taiwan         | 0–     | 0X     |
| Thailand       | 02     | 0X     |
| Vietnam        | 01     | 03     |
| Teilnehmerzahl | 3      | 6      |

| Legende | Legende | Legende | Legende                                                           |
| ------- | ------- | ------- | ----------------------------------------------------------------- |
| 1       | 2       | 3       | Podest-Platzierungen                                              |
| 4       | 4       | 4       | Halbfinalisten                                                    |
| X       | X       | X       | Mannschaft zunächst gemeldet, aber nicht angetreten/zurückgezogen |